# Drojdieni, Nisporeni
Drojdieni este un sat din cadrul comunei Șișcani din raionul Nisporeni, Republica Moldova.